# Come uccidere un usignolo
Come uccidere un usignolo è il primo album in studio del rapper italiano Ernia, pubblicato il 2 giugno 2017 dalla Thaurus Music.

## Descrizione
In un'intervista concessa a TV Sorrisi e Canzoni, Ernia ha descritto l'album come la perfetta rappresentazione degli scorsi anni della sua vita.

Riguardo al titolo, il rapper ha spiegato:

In occasione della ripubblicazione dell'album, avvenuta il 3 novembre dello stesso anno, Ernia ha chiarito ulteriormente il significato del titolo in un'intervista per il webzine SoundsBlog:
 Tale riedizione contiene un secondo CD, denominato 67, allusione al successivo album dell'artista uscito l'anno seguente, 68.

## Tracce
Testi di Matteo Professione, musiche di Alessandro Pulga, eccetto dove indicato.
1. QT – 3:18
2. Gotham – 2:58 (musica: Luca Giordano)
3. Feeling – 2:57
4. Madonna (feat. Rkomi) – 3:39 (testo: Matteo Professione, Mirko Martorana)
5. Bella – 3:27 (musica: Tradez)
6. Ehy Boy – 3:20
7. Amici – 3:16 (musica: Noise)
8. Come uccidere un usignolo – 4:12

67 – CD bonus nella riedizione
1. Ego – 3:24 (musica: Marz, Zef)
2. Pas ta fête – 3:09
3. Lei no (il tradito) – 3:43
4. Disgusting (feat. Gué Pequeno) – 2:39 (testo: Matteo Professione, Cosimo Fini – musica: Jacopo Lazzarini)
5. Tradimento (il traditore) (feat. Mecna) – 3:36 (testo: Matteo Professione, Corrado Grilli – musica: Shablo, Parix)
6. Spleen – 0:48 (musica: Parix)
7. La ballata di Mario Rossi – 3:08 (musica: Marz, Luke Giordano)
8. Noia – 3:32

## Formazione
- Ernia – voce
- Tradez – registrazione, missaggio, mastering, produzione (traccia 5)
- Marz – produzione (tracce 1, 3, 4, 6 e 8)
- Luke Giordano – produzione (traccia 2)
- Rkomi – voce aggiuntiva (traccia 4)
- Noise – produzione (traccia 7)